# Quantification de Landau

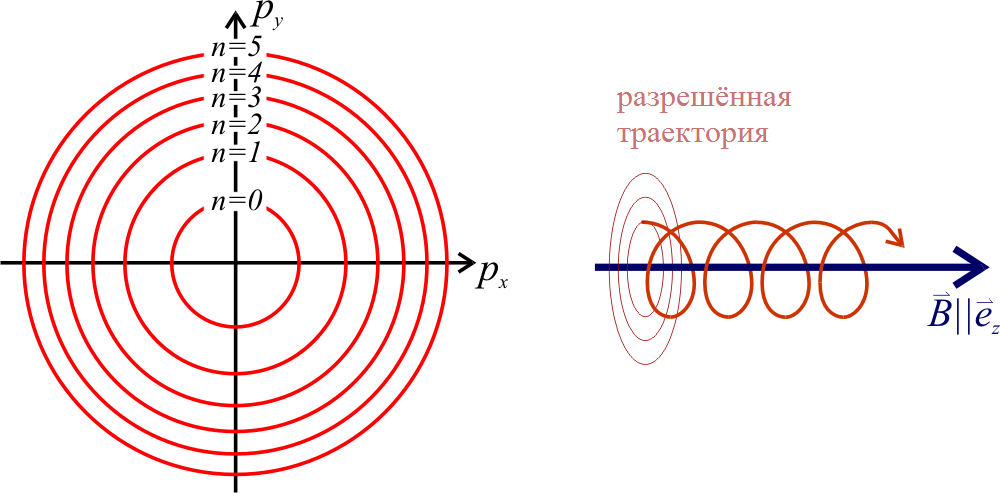
Niveaux de Landau.

En mécanique quantique, la quantification de Landau désigne la quantification des orbites cyclotroniques de particules chargées dans un champ magnétique. En conséquence, les particules chargées peuvent seulement occuper des orbitales d'énergie discrète (ou quantique), appelées « niveaux de Landau ». Dans ces niveaux, le nombre d'électrons admis est directement proportionnel au module du champ magnétique. La quantification de Landau influence directement les oscillations quantiques des propriétés électroniques des matériaux. Elle tire son nom du physicien soviétique Lev Landau qui l'a découverte.

## Dérivation
Considérons un gaz d'électrons bidimensionnel (GE2D) composé de particules chargées qui n'intéragissent pas. Soient {\displaystyle q} et {\displaystyle S=L_{x}L_{y}} la charge des particules et la surface du GE2D que nous soumettons à un fort champ magnétique externe {\displaystyle {\boldsymbol {B}}=(0,0,B_{z})}. L'Hamiltonien du système s'écrit: 
{\displaystyle {\begin{aligned}{\mathcal {H}}&={\frac {1}{2m}}\sum _{r=1}^{N}{\boldsymbol {P}}_{r}^{2}\\&={\frac {1}{2m}}\sum _{r=1}^{N}\left({\boldsymbol {p}}_{r}-q{\boldsymbol {A}}\right)^{2},\end{aligned}}}
avec {\displaystyle {\boldsymbol {p}}_{r}=-i\hbar \nabla _{r}} l'opérateur de quantité de mouvement de la particule {\displaystyle r} et {\displaystyle {\boldsymbol {P}}_{r}} son moment généralisé obtenu avec la substitution de Peierls. Le vecteur {\displaystyle A} tel que {\displaystyle {\boldsymbol {B}}=\nabla \times {\boldsymbol {A}}} est le potentiel vecteur qu'on peut choisir dans la jauge souhaitée puisque l'Hamiltonien est invariant de jauge. L'invariance de jauge implique qu'un changement de jauge ne modifie que la phase de la fonction d'onde. Cette modification ne change pas les propriétés physiques, donc la jauge de Landau sera choisie par simplicité. Elle est définie par:  
{\displaystyle {\boldsymbol {A}}={\begin{pmatrix}0\\Bx\\0\end{pmatrix}}},
avec {\displaystyle B=|{\boldsymbol {B}}|} et {\displaystyle x} la composante {\displaystyle x} de la position. L'Hamiltonien ne couplant pas les électrons, on peut le réduire à un Hamiltonien à un corps.
{\textstyle {\begin{aligned}{\mathcal {H}}&=\sum _{r}H_{r}\\H_{r}&={\frac {1}{2m}}\left(P_{r,x}^{2}+P_{r,y}^{2}\right),\end{aligned}}}
où l'indice {\displaystyle r} sera implicite dans les développements suivants.

### Niveaux de Landau
Pour résoudre ce problème aux valeurs propres, on commence par réécrire l'Hamiltonien pour mettre en évidence une similarité avec l'oscillateur harmonique. 
{\displaystyle {\begin{aligned}H&={\frac {1}{2m}}\left[\left(P_{x}+iP_{y}\right)\left(P_{x}-iP_{y}\right)+i\left[P_{x},P_{y}\right]\right]\\&={\frac {\hbar Bq}{m}}\left[{\frac {\left(P_{x}+iP_{y}\right)\left(P_{x}-iP_{y}\right)}{2q\hbar B}}+{\frac {1}{2}}\right],\end{aligned}}}
où on a utilisé le fait que {\displaystyle \left[P_{x},P_{y}\right]=iq\hbar B}. Nous pouvons alors faire intervenir des opérateurs d'échelle définis par 
{\displaystyle {\begin{aligned}a&={\frac {P_{x}+iP_{y}}{\sqrt {2q\hbar B}}},\quad a|n\rangle ={\sqrt {n}}|n-1\rangle \\a^{\dagger }&={\frac {P_{x}-iP_{y}}{\sqrt {2q\hbar B}}},\quad a^{\dagger }|n\rangle ={\sqrt {n+1}}|n+1\rangle \end{aligned}}}
Ces opérateurs sont bosoniques, autrement dit {\displaystyle [a,a^{\dagger }]=1} et les vecteurs d'états {\displaystyle \left\{|n\rangle \right\}_{n=0,1,\dots }}  sur lesquels ils agissent forment une base orthonormée. Ces définitions permettent d'écrire l'Hamiltonien de façon succincte comme 
{\displaystyle H=\hbar \omega _{c}\left(a^{\dagger }a+{\frac {1}{2}}\right)}, 
où on a introduit la fréquence cyclotron {\displaystyle \omega _{c}=qB/m}; il est donc identique à celui de l'oscillateur harmonique quantique. Les valeurs propres sont  
{\displaystyle E_{n}=\hbar \omega _{c}\left(n+{\frac {1}{2}}\right),\quad n\in [0,1,2\dots )}. 
Elles sont les énergies des niveaux de Landau, indexées par l'indice du niveau de Landau {\displaystyle n}. L'Hamiltonien commute avec {\displaystyle p_{y}}. Conséquemment, la solution selon {\displaystyle y} est la même que celle de l'électron libre et on peut factoriser la fonction d'onde comme suit  
{\displaystyle \psi (x,y)=e^{ik_{y}y}\langle x|n\rangle }.  
En utilisant la définition de l'opérateur d'annihilation {\displaystyle a} en fonction d'opérateurs différentiels et le fait que {\displaystyle a|0\rangle =0}, on peut démontrer que la fonction d'onde du niveau fondamental donne
{\displaystyle \psi _{0}(x,y)={\frac {1}{\sqrt {\pi ^{1/2}\ell _{B}}}}e^{ik_{y}y}e^{-{\frac {1}{2\ell _{B}^{2}}}(x+k_{y}\ell _{B}^{2})^{2}}}
et les fonctions d'ondes des niveaux de Landau supérieurs sont obtenus avec
{\displaystyle \psi _{n}(x,y)=e^{ik_{y}y}{\frac {{a^{\dagger }}^{n}}{\sqrt {n!}}}\psi _{0}(x,y)}.
La quantité {\displaystyle \ell _{B}={\sqrt {\frac {\hbar }{qB}}}}  introduite ci-dessus est la longueur magnétique. La densité de probabilité obtenue en prenant le module au carré du fondamental est une gaussienne dont l'écart type est proportionnel à {\displaystyle \ell _{B}}, cette longueur est donc caractéristique de l'étendue de la fonction d'onde fondamentale.    
Les niveaux de Landau sont dégénérés puisque le nombre quantique {\displaystyle k_{y}={\frac {2\pi m}{L_{y}}},\quad m\in \mathbb {N} } peut prendre plusieurs valeurs. Pour trouver le nombre d'états accessibles dans un niveau de Landau, il suffit de calculer l'aire occupée par les particules occupants ces niveaux dans l'espace réciproque. Les particules du niveau de Landau {\displaystyle N} définissent un cercle de rayon {\displaystyle k_{N}} obtenu par:   
{\displaystyle {\begin{aligned}E_{N}&=\hbar \omega _{c}\left(N+{\frac {1}{2}}\right)\\&={\frac {\hbar ^{2}k_{N}^{2}}{2m}}\\\implies k_{N}^{2}&={\frac {2N+1}{\ell _{B}^{2}}}.\end{aligned}}}
L'aire d'un seul niveau de Landau est calculé en prenant la différence entre deux cercles successifs dans l'espace des vecteurs d'onde.   
{\displaystyle {\begin{aligned}\Delta S_{N}&=\pi k_{N}^{2}-\pi k_{N-1}^{2}\\&={\frac {2\pi }{\ell _{B}^{2}}}\end{aligned}}}
Comme une particule occupe une aire de {\displaystyle 4\pi ^{2}/S} dans cet espace, on conclut qu'il peut y avoir {\displaystyle N_{\phi }={\frac {2\pi /\ell _{B}^{2}}{4\pi ^{2}/S}}={\frac {S}{2\pi \ell _{B}^{2}}}}états dans un niveau de Landau. Ce nombre doit être multiplié par les autres dégénérescences propres au GE2D, par exemple en spin. Une quantité souvent utile est le facteur de remplissage {\displaystyle \nu }. Ce nombre a une signification topologique mise en évidence dans le phénomène de l'effet Hall quantique. Il est défini comme le nombre de particules en unités de {\displaystyle N_{\phi }}, c'est-à-dire {\displaystyle \nu ={\frac {N}{N_{\phi }}}}.